# 二百萬三罷聯合陣線
二百萬三罷聯合陣線是一個由香港市民在2019年反修例運動期間自發建立的民間組織，主要為各行各業統籌及整合新工會，目的是為未來發動真正的大罷工，而新工會亦不僅為政治目的而成立，新工會將作長遠抗爭，為政治、勞工待遇、經濟等議題發聲。目前香港並無法律保障罷工，如罷工理由跟勞資糾紛無關，根據僱主僱員合約，罷工行為可視為曠工，警告無效下員工可被解僱。。

## 相關事件

### 呼籲市民加入新工會
2019年12月23日，聯同民間記者會及兩個新工會代表見記者。在記者會上表示過去一個月已有43個行業籌組新工會，目前有超過3300人加入。期望各行業都有一成人加入工會。

### 受打壓阻擺街站收會員
醫管局員工陣線指出，向醫管局及醫院申請擺街站招收會員，但一直不獲正式批准，更收到醫管局總部的查詢電郵。組織批評醫管局明顯只抽出有關工業行動問題問工會立場。

### 新工會設街站招會員
2020年1月1日的元旦大遊行，不少界別的新工會在灣仔及中環設街站，招募新會員。但在遊行開始前，數名防暴警察突然衝到修頓球場外建築地盤職工總會的街站附近，將一名男子推倒在行人路上，再使用警棍毆打及按倒地上。其後大批防暴警員突然到場及拉起封鎖線，封鎖多個工會街站，警員搜查被制服男子的隨身物品，但男子的袋中只有毛巾、水樽等物品，最後男子遭反綁雙手帶走。

### 聯合公投發動罷工罷課，反對設立「港版國安法」
「二百萬三罷聯合陣線」聯合多個工會及職工會聯盟吳敏兒，於2020年6月6日舉行記者會，希望召集全港工會與中學生行動籌備平台於6月14日舉行聯合公投。表態反對國安法以及啟動聯合罷工罷課，目前超過23個跨界別工會加入。其後，因應天氣關係，公投將延後一週至6月20日舉行。
在公投當日，聯合陣線在全港設多個票站，由早上10時起開放投票，供工會會員及中學生投票。工會會員可按所屬工會指定的地方進行投票，若未成為工會成員則可到所屬工會即場入會後投票。罷課公投設有實體及電子票兩種，並設置1萬總票數且需達5000票實體票的門檻，而罷工公投則設置6萬票的門檻。兩個公投均設兩項議案「反『港版國安法』議案」和「發動罷工罷課議案」供投票。
當日截至下午3時，投票人數僅有3,000多人，與6萬人的目標仍有一大段差距，陣線隨即宣佈「告急」，其後多個票站開始出現人龍。晚上近8時，主辦方指由於多區票站出現人龍，決定4個票站包括慈雲山、太子基恩之家、銅鑼灣think+holic、油麻地永旺都會延長現場投票時間至晚上9時，其餘票站則維持8時截龍。
投票結束後，中學生行動籌備平台發言人鄭家朗點票後宣佈，罷課公投的總票數為10,101票，當中支持罷課的票數為8,916票。但由於實體票數不足5,000票，未能達到要求門檻，因此未能啟動中學生罷課行動。至於罷工公投，30個工會的總票數為8943票，無法達到早前提及、跨工會期望的60000票，亦無法達到8成工會通過工業行動的門檻，只有2成工會通過。新公務員工會主席顏武周則指，雖然該工會的投票人數亦未達門檻，但是次投票反映了會員仍希望有平台可以發聲，亦代表公務員不是只關心自己的權益。至於雖然未達罷工門檻，但會否仍有其他行動，不同工會代表均表示，會再與跨工會平台，商討下一步行動。

#### 投票結果
| 30個工會總票數                 | 8,943票（未達門檻） |
| 議案一（反「港版國安法」議案） | 98%贊成             |
| 議案二（發動罷工議案）         | 95.4%贊成           |

#### 新公務員工會投票結果
| 總有效票                   | 1,191票（未達門檻） 佔會員36%、99%反對國安法、86%同意因此罷工 |
| 反對政府凍薪               | 85%贊成                                                       |
| 同意因此罷工               | 80%贊成                                                       |
| 支持成立罷工基金           | 96%贊成                                                       |
| 同意沒有需要強制公務員宣誓 | 98%贊成                                                       |

## 工業行動

### 廣告界
廣告界牽頭響應「二百萬三罷」行動，於2019年12月2日至6日一連罷工五日。並在2日，於中環遮打花園舉辦罷工集會，要求政府回應五大訴求，及宣布在罷工期間「不創作、不製作、不視像會議、不開會、不email」，參與者高舉「全民三罷，廣告同行」、「大人肯罷工，學生唔使衝」等標語。而後續行動會透過幫助黃色小店做宣傳，建立黃色經濟圈。大會估計有約1,500人參與罷工集會。

### 社福界
社福界於2019年12月17日至19日，發起一連三日的「警告式罷工」。在罷工期間，於中環愛丁堡廣場舉行不同的集會，包括「黃頭盔」守護行動、五區和你哀及香港人道災難哀悼會，估計逾2000名同業參與罷工集會。並促請政府回應五大訴求。

### 音樂界
繼廣告界及社福界，先後兩次的罷工行動後。音樂界亦於2019年12月23至27日發起五日罷工，要求政府落實「五大訴求」，並於遮打花園舉行首日罷工集會，有近百人參與。罷工籌委成員指，由於音樂人多是自由工作者，因此罷工形式可以是義演、公開表態、用罷工時間參與抗爭等。並希望能夠造成雪球效應，連接更多同路人「多多幫手」，支持罷工籌委未來行動，長遠可成為大三罷力量一環。職工盟主席吳敏兒在台上表示，她留意到最近掀起工會注冊潮，市民用組織工會的方式，關注自身權益和待遇十分重要，更重要的是以工運壯大自身力量。

### 醫護界
因2019新型冠狀病毒事件，為了防止肺炎疫情在本地爆發。有醫護工會醫管局員工陣線，發起工業行動，要求政府封關及提出向醫護發放足夠資源等訴求。

## 工會
截至2020年6月為止，由2019年反修例運動期間所成立或籌組中的新工會，共有50個。

### 已成立
- 新公務員工會（2019年至2021年1月16日）
- 政府非公務員職工總會
- 香港金融業職工總會
- 香港資訊科技界工會
- 香港酒店工會
- 香港白領(行政及文職)同行工會
- 香港公關及傳訊業總工會
- 香港活動專業人員工會
- 香港市場及營銷專業人員工會
- 香港會計手足工會
- 香港會計專業人員協會
- 醫管局員工陣線
- 香港製藥及醫療儀器業職工總會（2021年7月，香港警務處国家安全处以製作含有煽动內容的儿童绘本刊物為由拘捕五名工会成员，導致同年7月22日香港制药及医疗仪器业职工总会宣布解散[23]）
- 香港言語治療師總工會
- 香港職業治療師工會（2019年至2021年10月17日）
- 香港物理治療師職工總會
- 香港消防救護控制組人員工會
- H&M香港員工工會
- 港鐵新動力
- 航空同業陣線
- 航海交通服務業職工會（2020年至2021年7月22日）
- 香港寵物業工會
- 香港創建及工程人員總會
- 香港檢測及認證業職工會
- 香港保險㒰人職工會
- 香港貿易推銷及採購職工會
- 香港人力資源工會
- 香港設計職人工會
- 香港設計師工會
- 香港舞台藝術從業員工會
- 製造業職工總會
- 香港地產代理權益總工會
- 香港牙科從業員工會
- 香港專業眼科視光師工會
- 香港調酒師工會
- 香港物理治療師總工會
- 香港幼兒教育工會
- 香港教育同行陣線
- 香港旅遊業革新總工會
- 香港自由工作服務工會
- 香港電子科技人員協會
- 香港公司秘書專業人員協會

### 現存工會(部分為職工盟屬會)
- 飲食及酒店業職工總會
- 香港音樂人工會
- 香港社會工作者總工會
- 清潔服務業職工會
- 香港物業管理及保安職工總會
- 社會福利機構員工會
- 香港空中服務員職業工會
- 紮鐵業團結工會
- 香港碼頭業職工會
- 社會及政治組織從業員工會
- 醫院管理局職工總會
- 新世界第一巴士公司職工會
- 城巴有限公司職工會
- 香港空勤人員總工會
- 建築地盤職工總會
- 零售、商業及成衣業總工會
- 海洋公園職工會
- 香港輔助教研人員工會
- 香港美容化妝工會

### 籌備中
- 香港影像製作同業工會
- 香港傳媒出版職工會
- 香港文創及工藝從業員工會
- 香港獸醫業人員職工會
- 物業管理連線
- 香港康樂及體育職工會

## 外部連結
- 二百萬三罷聯合陣線官方網站（页面存档备份，存于）
- 二百萬三罷聯合陣線主頁